# Legnaro
Legnaro (Łegnàro in veneto) è un comune italiano di 9 557 abitanti della provincia di Padova in Veneto, situato a sud-est del capoluogo.
Importante comune della provincia di Padova per la ricerca e la formazione universitaria, ospita i Laboratori nazionali di Legnaro (uno dei quattro laboratori italiani dell'Istituto nazionale di fisica nucleare), l'Istituto zooprofilattico sperimentale delle Venezie e le facoltà di Agraria e di Medicina veterinaria dell'Università degli studi di Padova. Vi si trova inoltre la sede centrale dell'ente regionale Veneto Agricoltura, situata all'interno delle storiche mura della Corte Benedettina.

## Origini del nome
Il toponimo deriva da "Lignarium", forse, per la grande produzione di legna tagliata fuori dai centri abitati e per la presenza di grandi quantità di boschi un tempo esistenti su questo territorio.

## Storia

### Le antiche origini
Tra Padova e Piove di Sacco, in direzione sud, si trova Legnaro. Il paese sorge su una pianura alluvionale, un tempo coperta da boschi, da cui deriva l'antico nome. Fu centro importante della Saccisica, area di insediamenti Paleoveneti, di centuriazione Romana, di ”arimannia” longobarda e di proprietà imperiale (per questo indicata come oggetto di fisco o saccus. Di Legnaro si parla per la prima volta in un documento dell'828 che conferma al Monastero di S. Giustina (di Padova) il possesso dei beni in quel territorio. Dall'anno mille in poi, comincia la ripresa grazie al Vescovo di Padova e all'ordine dei Benedettini che si condividevano i territori di Legnaro.
Con la conquista dei Veneziani (intorno al '400), il territorio coperto di selve e paludi fu oggetto di una profonda opera di bonifica grazie ai monaci Benedettini che riuscirono a migliorare di molto le condizioni del territorio, organizzando una vera e propria "azienda" di tipo agricolo. Questa florida situazione durò fino alla venuta di Napoleone che requisì i beni dei monaci.

### Simboli
Lo stemma comunale e il gonfalone sono stati concessi con regio decreto del 17 aprile 1930.
Lo stemma presenta nella parte superiore una volpe, che rievoca la frazione di Volparo ai confini con Polverara e nel contempo l'antica fauna locale, ed il tronco di un albero che ricorda la quantità di legname che qui si conservava e che proveniva dalla selva di Scandalò o dal bosco che si estendeva nell'odierna località Ronchi (il cui toponimo deriva da roncare, "disboscare").
Lo stemma è “sormontato da una stella di sei raggi d'azzurro, corrente sulla campagna bandata d'oro e d'azzurro”. I colori dello stemma sono l'azzurro ed il verde, che ricordano visivamente foreste e a paludi.
Il gonfalone è un drappo di azzurro.

## Monumenti e luoghi d'interesse

### Architetture religiose

#### Chiesa Parrocchiale di San Biagio
La chiesa di Legnaro è stata costruita tra il 1779 e il 1786 su disegno dell'architetto Giorgio Massari, benedetta il 25 luglio del 1786 e inaugurata nel 1803 anche se i lavori della facciata continuarono fino al 1821.
La chiesa fu poi consacrata nel 1907 e nel 1917 divenne arcipretale.
L'ampia navata in stile ionico appariva nel 1822 completamente arredata con sette altari:
l'altare maggiore con tabernacolo marmoreo sovrastato da una pala intitolata “Cristo, gli apostoli e una folla adorante”;
l'altare dei Santi Biagio, Carlo Borromeo e Girolamo; l'altare dell'Addolorata.
Di particolare rilievo sono i tre quadri del Seicento: “Disputa con Gesù nel tempio”, “Disputa con S. Stefano” ed il “Martirio di S. Lorenzo”.
Nel 1920 fu approvata la cessione alle Gallerie dell'Accademia di Venezia della “Madonna con Bambino”, opera matura di Jacopo Bellini.
Il 9 novembre 1973 fu deciso per motivi di sicurezza di affidare alla Curia Vescovile di Padova la bella tavola di Palma il Vecchio, “S. Giustina” e altre opere di pregio: “Sacra Famiglia”, attribuita al Fontebasso; “Gesù sale al Calvario”; “Gesù al Calvario”; un “Crocefisso” in legno, messali, reliquiari e libri liturgici.
L'organo è stato costruito utilizzando il materiale di un precedente organo "Pugina" del 1889.

#### Corte Benedettina

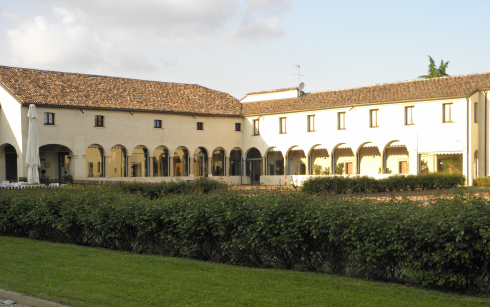
La Corte Benedettina - il cortile interno

Il monumento più prezioso e significativo della comunità di Legnaro è la Corte Benedettina, sorta nel '400 per iniziativa dei monaci di S. Giustina di Padova.
All'inizio del Cinquecento venne completata l'ala di nord-est con la parte residenziale per i monaci e quella destinata a magazzino. L'area della corte fu cintata da un muro con torre colombaia a ovest. Verso la metà del Settecento vennero prolungate le ali su via Roma e via Orsaretto.
Nel 1810, in occasione della soppressione delle corporazioni religiose, la Corte passò allo stato che nel 1837 la vendette a Ermanno Todesco, un banchiere e imprenditore ebreo di Vienna. Per volere di questi furono edificati l'ala ovest con la stalla e il fienile e infine, nel 1852, il prolungamento dell'ala nord su via Orsaretto con la filanda.
Tra il 1850 e il 1960 la proprietà del complesso mutò varie volte, infine divenne della Regione che l'assegnò in parte a Veneto Agricoltura e in parte al Comune di Legnaro per attività culturali e sociali. Oggi una porzione della corte è occupata da un residence-ristorante.
Il complesso, molto rimaneggiato e alterato nei secoli, possiede ancora preziosi elementi antichi, ad esempio le eleganti colonnine in pietra di Nanto con capitelli antecedenti al XV secolo, le tracce di pittura sul lato interno della palazzina a est, i soffitti a cassettoni in legno dipinto in alcune stanze della palazzina a nord e due caminetti di pietra ottocenteschi con maioliche dipinte. La Corte fu per secoli il fulcro da cui si irradiavano tutti gli interventi sul territorio riguardanti il lavoro e la salvaguardia del suolo; qui si raccoglievano decime, quartesi, onoranze, affitti, qui si ricorreva per la giustizia e la pietà. Intorno all'ampio spiazzo centrale con la pesa si aprivano un tempo stalle, granai, cantine, fienili, rimesse, magazzini, locali per cedraia, legnaia, allevamento dei bachi da seta.
La potenza economica del Monastero e il lavoro della popolazione si integravano e si manifestarono nella Corte, vero monumento alla comunità di Legnaro.

### Architetture civili

#### Villa Baretta

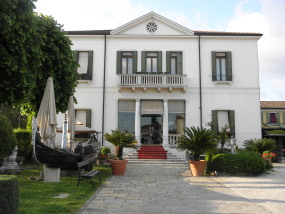
Villa Baretta

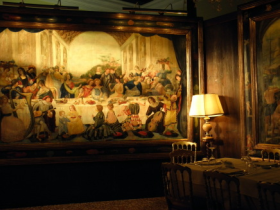
Interno di Villa Baretta

Nel 1675 Clemente Fossa acquistò una casa padronale con costruzioni annesse, un orto e un brolo nel centro di Legnaro. Successivamente la famiglia Fossa realizzò un'ingente sistemazione della residenza, sia all'esterno che all'interno. Le arcate del prospetto principale furono modificate con l'introduzione di una loggia colonnata e affrescata, mentre le sale del primo livello furono dotate di controsoffitti che ricoprirono gli originali soffitti a cassettoni.
Tra il 1872 e il 1873 il nuovo proprietario, il dottor Vincenzo Boscaro, fece innalzare il secondo piano e aggiungere un terzo livello mansardato. La villa venne adibita a casa di cura per nobili; infine fu venduta al commerciante Giulio Rampin, conosciuto con il soprannome di Spigon.
Nel XX sec. la proprietà del complesso mutò varie volte, come la sua destinazione d'uso. L'edificio prima di essere abbandonato fu utilizzato anche come scuola materna per circa vent'anni. La famiglia Baretta acquistò l'immobile nel 1990 e diede avvio a una generale opera di restauro. La villa si presenta oggi in un buono stato di conservazione.

## Società

### Evoluzione demografica
Abitanti censiti

### Tradizioni e folclore
Il patrono di Legnaro è San Biagio che si celebra il 3 febbraio di ogni anno. È venerato come il protettore della gola perché la leggenda racconta della guarigione di una bambina usando un'arancia.

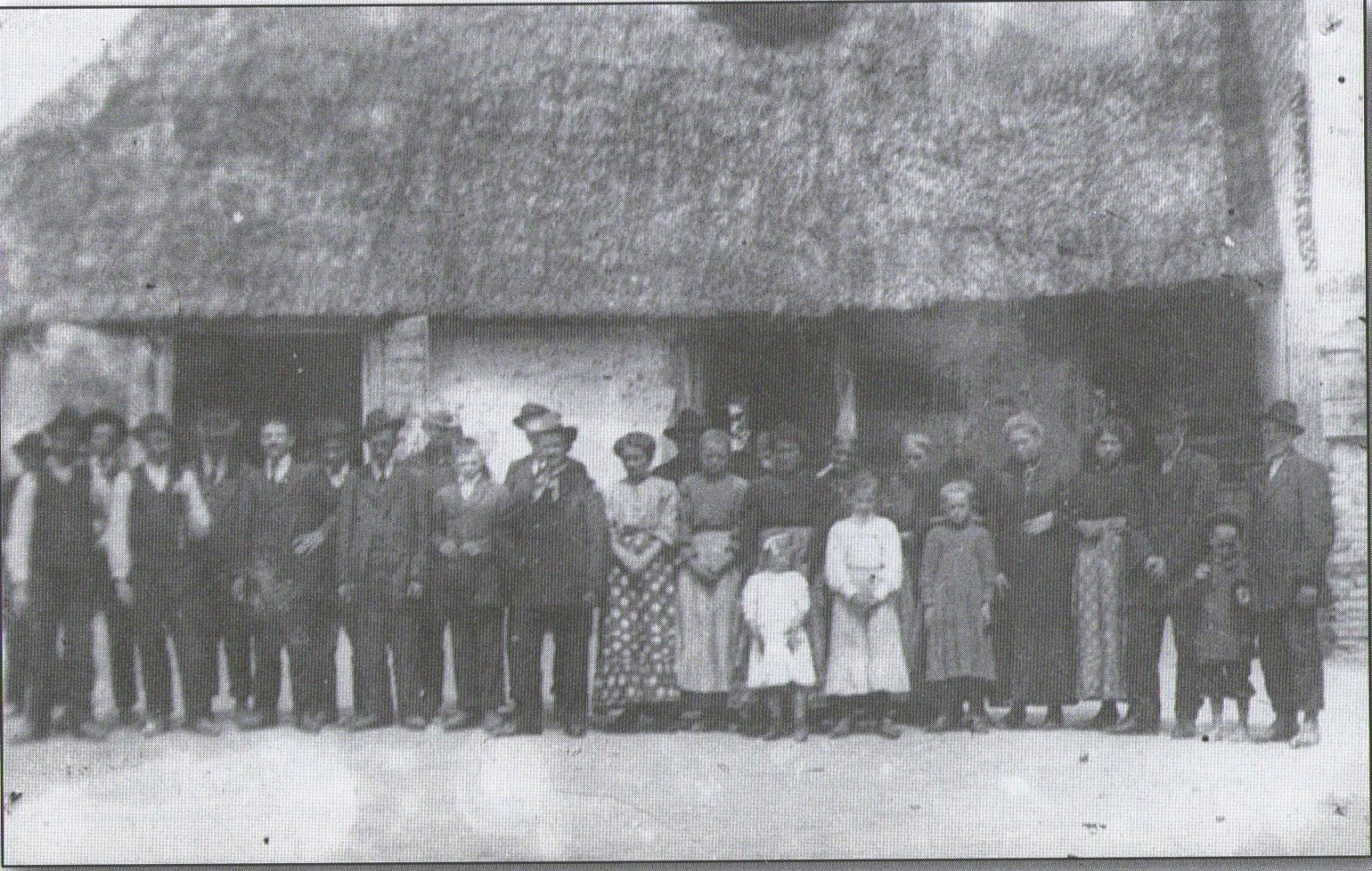
Casone di famiglia

#### La sagra
La “Sagra di Legnaro” si svolge nel centro del paese dal venerdì precedente la prima domenica di settembre comprendendo la festività della Natività di Maria (8 settembre), per la durata di 12 giorni, fino al primo o martedì successivo alla medesima festività.
Le iniziative organizzate durante i giorni di festa sono spettacoli teatrali, spettacoli folcloristici, mostre, rassegne e conferenze, esibizioni sportive, raduni di mezzi agricoli, lotterie, pesche di beneficenza e tombole nonché vari stands gastronomici.
Durante la sagra si organizzano serate danzanti e spettacoli all'interno della storica Corte Benedettina.
Le cinque contrade cittadine si sfidano in varie gare di abilità e durante la serata finale viene proclamata la contrada vincitrice.
Nella giornata finale inoltre davanti al palazzetto del sport si allestisce il mercato dei cavalli.

#### Festa del Cavallo
La festa del cavallo è la festa tradizionale di Legnaro più importante e partecipata. Si tiene ogni anno generalmente entro la prima metà di giugno. Negli stand enogastronomici della festa si preparano vari piatti a base di carne di cavallo.
Durante la festa sono organizzati tornei ed esibizioni equestri.

## Cultura

### Istruzione

#### Università

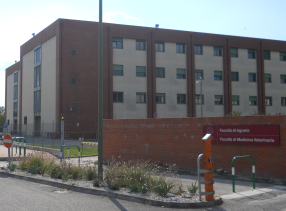
Sede Facoltà di Agraria

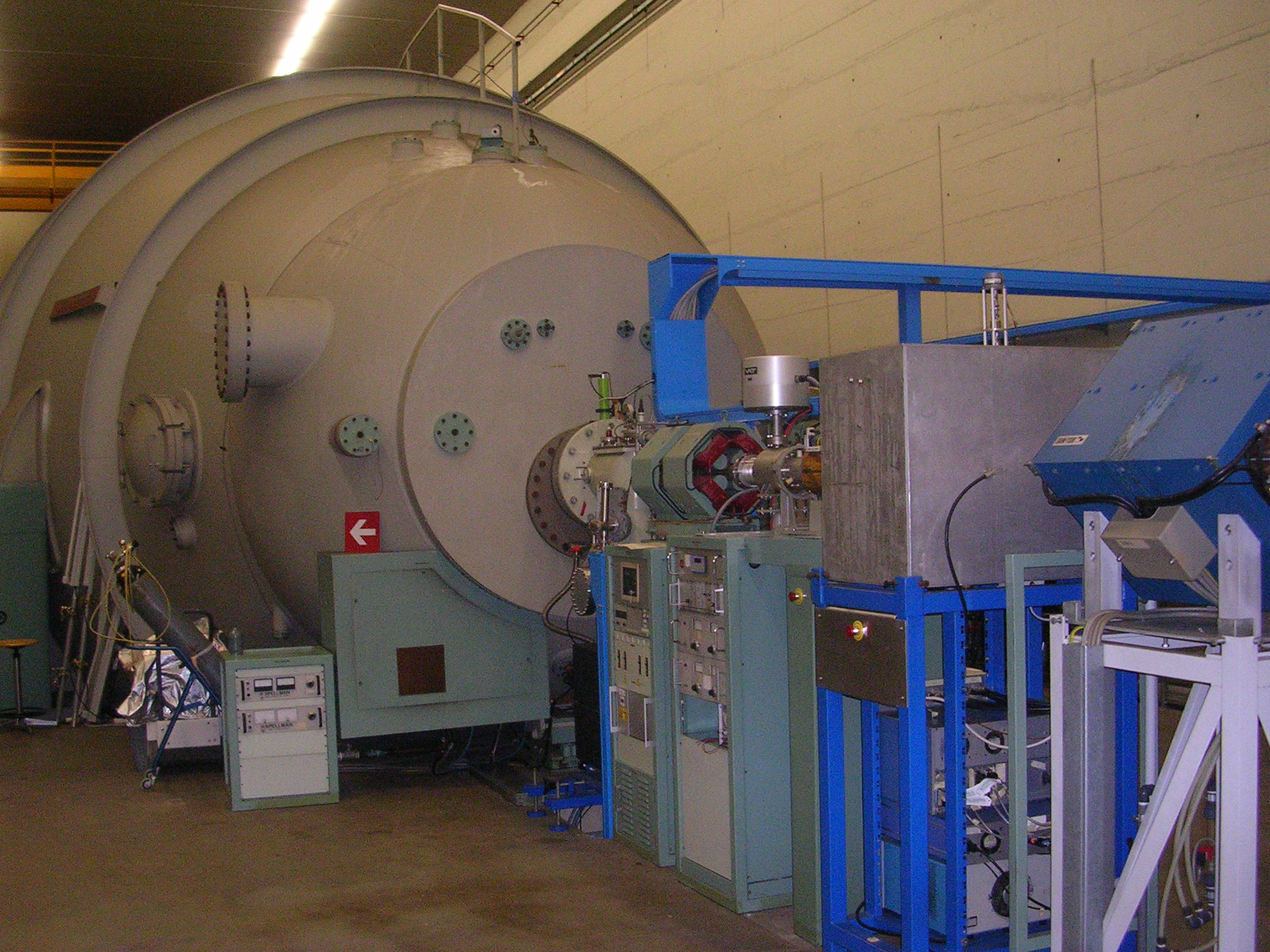
Acceleratore di particelle dei laboratori dell'INFN di Legnaro

L'Università di Padova è presente nel territorio di Legnaro con due importanti insediamenti: le facoltà di Agraria e di Medicina Veterinaria. Le suddette facoltà sono frequentate da 4000 studenti e oltre 1000 addetti tra docenti, funzionari, tecnici di laboratorio e ricercatori. Negli ultimi anni si è discusso ripetutamente della possibilità di inserire nuove facoltà legate alla ricerca scientifica, anche in considerazione del fatto che nel territorio è già presente un importante parco scientifico. L'Università è altresì collegata a Padova tramite la linea Busitalia Veneto Padova - Roncaglia - Agripolis.
Fanno capo alle Facoltà citate i seguenti Dipartimenti:
- MAPS (Dipartimento di Medicina Animale, Produzioni e Salute[7])
- DAFNAE (Dipartimento di Agronomia Animali Alimenti Risorse Naturali e Ambiente[8])
- BCA (Dipartimento di Biomedicina comparata e alimentazione[9])
- TESAF (Dipartimento di Territorio e sistemi agro-forestali[10]

Oltre alle facoltà citate, sono presente:
- l'Azienda agricola "Lucio Toniolo" sempre appartenente all'Università patavina[11]
- l'Istituto Zooprofilattico Sperimentale delle Venezie[12]
- il Nuovo Archivio di Legnaro (NAL), che al suo interno ospita una sezione del Sistema Bibliotecario d'Ateneo[13] e le serie di Deposito e Storico dell'Archivio Generale dell'Ateneo[14]

#### Parco scientifico
Il parco scientifico è composto dai laboratori di ricerca dell'Istituto zooprofilattico delle Venezie, che collabora strettamente con le Facoltà di Agraria e con il Dipartimento di Medicina Veterinaria, e dai laboratori nazionali dell'Istituto nazionale di fisica nucleare (INFN-LNL) che promuove, coordina ed effettua la ricerca scientifica nel campo della fisica nucleare, subnucleare e astroparticellare.
Nella seconda metà degli anni 1950 l'INFN progettò il primo acceleratore italiano, l'elettrosincrotrone realizzato a Frascati dove nacque il primo laboratorio nazionale dell'Istituto. Nello stesso periodo l'INFN iniziò un'attività di ricerca in collaborazione con il CERN, Centro europeo di ricerche nucleari di Ginevra, per la costruzione e l'utilizzo di macchine acceleratrici.

## Economia
Fino ad alcuni decenni fa il settore economico trainante per Legnaro come per il resto dell'Italia era l'agricoltura, ma a partire dal 1960, data della nascita della zona industriale e artigianale, il settore industriale è diventato l'asse portante dell'economia legnarese. Le principali attività industriali e artigianali di Legnaro sono varie: industria del legno, officine meccaniche, industrie per la produzione dei metalli, calzaturifici e aziende specializzate nell'elettronica.

## Amministrazione

### Sindaci dal 1985
| Periodo | Periodo   | Primo cittadino      | Partito              | Carica  | Note   |
| ------- | --------- | -------------------- | -------------------- | ------- | ------ |
| 1985    | 1995      | Giorgio Carraro      | Democrazia Cristiana | Sindaco | [ 15 ] |
| 1995    | 1999      | Enrico Florentino    | centro-sinistra      | Sindaco |        |
| 1999    | 2009      | Giovanni Bettini     | centro-destra        | Sindaco | [ 16 ] |
| 2009    | 2014      | Ivano Oregio Catelan | centro-destra        | Sindaco |        |
| 2014    | 2019      | Giovanni Bettini     | centro-destra        | Sindaco |        |
| 2019    | in carica | Vincenzo Danieletto  | centro-destra        | Sindaco |        |

## Sport

### Polisportiva Legnaro PGS 2000
La Polisportiva è nata nel 1998 dall'unione delle tre realtà pallavolistiche legnaresi: la PGS Ardor, la New Volley e il G.S. La Torre. Attualmente le discipline sportive praticate presso la Legnaro PGS 2000 sono: Ginnastica artistica, Pattinaggio artistico Hockey in-line e pallavolo

### U.S. Legnarese
La storica società di calcio è la U.S. Legnarese presso cui molti atleti praticano lo sport suddivisi nelle seguenti squadre per fascia d'età: juniores, prima squadra. Attualmente la prima squadra milita nel campionato di Prima Categoria. In questa società ha militato anche il calciatore ex Milan e Padova, Filippo Maniero.

### Legnaro Calcio
Il 28 febbraio 2013 è stato costituito il Legnaro Calcio che vanta tra i suoi dirigenti Filippo Maniero.